# Волков Олексій Віталійович
Олексі́й Віта́лійович Во́лков (24 травня 1994, Новий Ставок — 11 липня 2014, Зеленопілля) — український військовик, солдат Збройних сил України. Водій-електрик, 79-ї окремої аеромобільної бригади.

## Життєпис
Народився в селі Новий Ставок (Арбузинський район). Мешкав у мікрорайоні Варварівка міста Миколаєва. Захоплювався мотоциклами.
Восени 2013 року після закінчення Варварівського професійного ліцею пішов за контрактом до 79-ї Миколаївської окремої аеромобільної бригади, після чого з початком антитерористичної операції потрапив на Схід України.
Загинув в часі обстрілу з установки «Град» бойовиками близько 4:30 ранку 11 липня 2014 року українського блокпосту біля Зеленопілля.
Похований на цвинтарі в селі Козирка, де похована його бабуся.
Без Олексія лишились батьки і брат.

## Нагороди
- Орден «За мужність» III ступеня (8.09.2014, посмертно).

## Вшанування пам'яті
У 2014 році на фасаді миколаївського професійного ліцею, де навчався загиблий воїн, відкрили меморіальну таблицю.